# AirPlay
AirPlay és un protocol stack creat per Apple Inc. que permet, sense fils, la transmissió de continguts entre dispositius d'àudio, vídeo, pantalles de dispositiu, i fotos. Al principi es va implementar només en el programari i els dispositius d'Apple, va ser anomenat AirTunes i utilitzat només per àudio. Des de llavors, Apple ha llicenciat l'AirPlay com un tercer component tecnològic de programari a altres socis fabricants per tal de poder ser compatible i utilitzat en els seus productes Apple.
A la conferència anual de WWDC d'Apple celebrada el 5 de juny de 2017, Apple va anunciar la introducció de l'AirPlay 2 el tercer quart de 2017, coincidint amb el llançament de l'iOS 11. L'AirPlay 2 oferirà "àudio multi-habitació" de dispositius iOS, habilitant als usuaris a controlar fàcilment els altaveus utilitzant el Centre de Control, l'aplicació Home o Siri. Anteriorment això només era disponible utilitzant l'iTunes en MacOS o un Windows.

## Implementacions
Hi ha dos tipus de dispositius AirPlay, els que envien contingut audiovisual, i aquells capaços de rebre el contingut i reproduir-lo en pantalles i altaveus.

### Remitents
Els dispositius remitents AirPlay inclouen ordinadors amb l'iTunes, i dispositius iOS com iPhones, iPods, i iPads que funcionen amb iOS 4.2 o superior. L'OS X Mountain Lion disposa de mirall de pantalla via AirPlay en sistemes que contenen processadors Intel Core de segona generació o versions posteriors. Hi ha tercers transmissors com l'AirFoil.
El 2016 HTC va realitzar un telèfon Android amb transmissió AirPlay.
A partir de l'iOS 4.3, terceres aplicacions poden enviar transmissions d'àudio i vídeo compatibles amb AirPlay. L'aplicació iTunes Remote a iOS es pot utilitzar per controlar la reproducció i seleccionar les transmissions rebudes a l'AirPlay per l'iTunes d'un Mac o un PC.

### Receptors
Els dispositius receptors AirPlay inclouen l'AirPort Express (que conté un connector de sortida d'àudio analògic i òptic l'aeroport Expressa (quin inclou un combinat analògic i òptic S/PDIF combinat), l'Apple TV, el HomePod i altres tercers altaveus. Amb les implementacions de codi obert del protocol de l'AirPlay, actualment qualsevol ordinador es pot convertir en un receptor AirPlay.
Tanmateix, com que no tot tercer receptor implementa l'encriptació DRM d'Apple, alguns mitjans, com els propis drets de la botiga iTunes - música protegida (la pròpia encriptació "FairPlay" d'Apple), YouTube i Netflix, no es poden transmetre a aquells dispositius o programari.
La tecnologia sense fils d'AirPlay està integrada en altaveus, receptors AV, i sistemes d'estèreo d'empreses com Bose, Yamaha, Philips, Marantz, Bowers & Wilkins, Pioneer, Sony, McIntosh, i Denon. Poden aparèixer en dispositius receptors AirPlay títols de cançons, artistes, noms d'àlbums, velles i actuals, i obres d'art. Sovint aquests receptors estan construïts només per admetre l'àudio component de l'AirPlay, igual que l'AirTunes.
Dispositius Bluetooth (auriculars, altaveus) que admeten el perfil A2DP també apareixen com a receptors AirPlay quan s'emparellen amb un dispositiu iOS, encara que el Bluetooth és un protocol de dispositiu a dispositiu que no es basa en un punt d'accés a una xarxa sense fils.
Hi ha tercers receptors, com ara AirServer, 5KPlayer, Reflector 2, Kodi i TuneAero (àudio).

## Protocols
AirPlay i AirTunes funcionen via Wi-Fi. Originalment, els dispositius havien d'estar connectat a la mateixa xarxa Wi-Fi, però des d'iOS 8 aquests poden utilitzar el mode ad-hoc per tal de no requerir d'una xarxa Wi-Fi.
La AirTunes del protocol de l'AirPlay utilitza el tipus UDP per transmetre àudio, i es basa en el protocol de control de xarxa RTSP. Els corrents són transcodificats utilitzant el codi de l'Apple Lossless, de 44100 Hz i 2 canals simètricament encriptats amb AES, que requereixen el receptor per tenir accés a la clau apropiada per desencriptar els corrents. El corrent és bloquejat aproximadament 2 segons abans que comenci la reproducció, cosa que provoca un petit retard des que l'àudio surt fins que s'inicia el corrent d'AirPlay.
El protocol admet paquets metadata que determinen el volum de sortida al final del receptor. Això fa possible que sempre es puguin enviar dada d'àudio sense processar al seu màxim volum original, impedint un deterioració de qualitat en el so a causa de la reducció en la seva profunditat de bits. També fa possible la transmissió d'una font a múltiples dispositius amb el seu propi control de volum.
La transmissió de mitjans de l'AirPort Express utilitza un protocol de sortida d'Àudio Remot (RAOP) d'Apple, una variant propietària de RTSP/RTP. Utilitzant "WDS-bridging", l'AirPort Express pot permetre la funcionalitat de l'AirPlay (així com accés d'Internet, intercanvi d'arxius i impressions, etc.) a través d'una distància més llarga en un entorn mixt de cablejat i fins a 10 clients sense fils.

### AirPlay Mirroring
A la WWDC del 2011, Steve Jobs va anunciar l'AirPlay Mirroring com a característica de l'iOS 5 on l'usuari pot transmetre la pantalla d'un iPad 2 a un HDTV de manera segura sense la necessitat de cables.
AirPlay Mirroring és una tecnologia lleugerament diferent que permet que un contingut específic sigui retransmès des de diversos dispositius iOS i iTunes a una televisió d'Apple de segona generació. La composició exacta dels protocols que AirPlay Mirroring utilitza no ha estat encara plenament descoberta. Tanmateix, està disponible una especificació del protocol no oficial d'AirPlay. Cal una televisió d'Apple de segona generació o de versió posterior, i el maquinari compatible (utilitzant OS X Mountain Lion o una versió posterior) inclou el iMac (de 2011 o més nou), Mac mini (de 2011 o més nou), MacBook Aire (de 2011 o més nou), MacBook Pro (d'hora 2011 o més nou) i el Mac Pro (de 2013 o més nou).